# والتر إي. زاكس
والتر إي. زاكس (بالإنجليزية: Walter Edward Sachs)‏ هو خبير مالي أمريكي، ولد في 28 مايو 1884 في مانهاتن في الولايات المتحدة، وتوفي في 21 أغسطس 1980 في دارين في الولايات المتحدة.